# Helicodontidae
Helicodontidae – rodzina obejmująca 16 rodzajów lądowych ślimaków trzonkoocznych (Stylommatophora) o spłaszczonych muszlach, zwykle pokrytych włoskami, i o dyskusyjnej pozycji taksonomicznej. 

## Występowanie
Ślimaki z tej rodziny występują w południowo-zachodniej Palearktyce. Większość gatunków zasiedlających Europę spotykanych jest w jej południowej części. W faunie Polski odnotowano jednego przedstawiciela rodziny. Jest nim – występujący w południowo-zachodniej części kraju – ślimak obrzeżony (Helicodonta obvoluta).

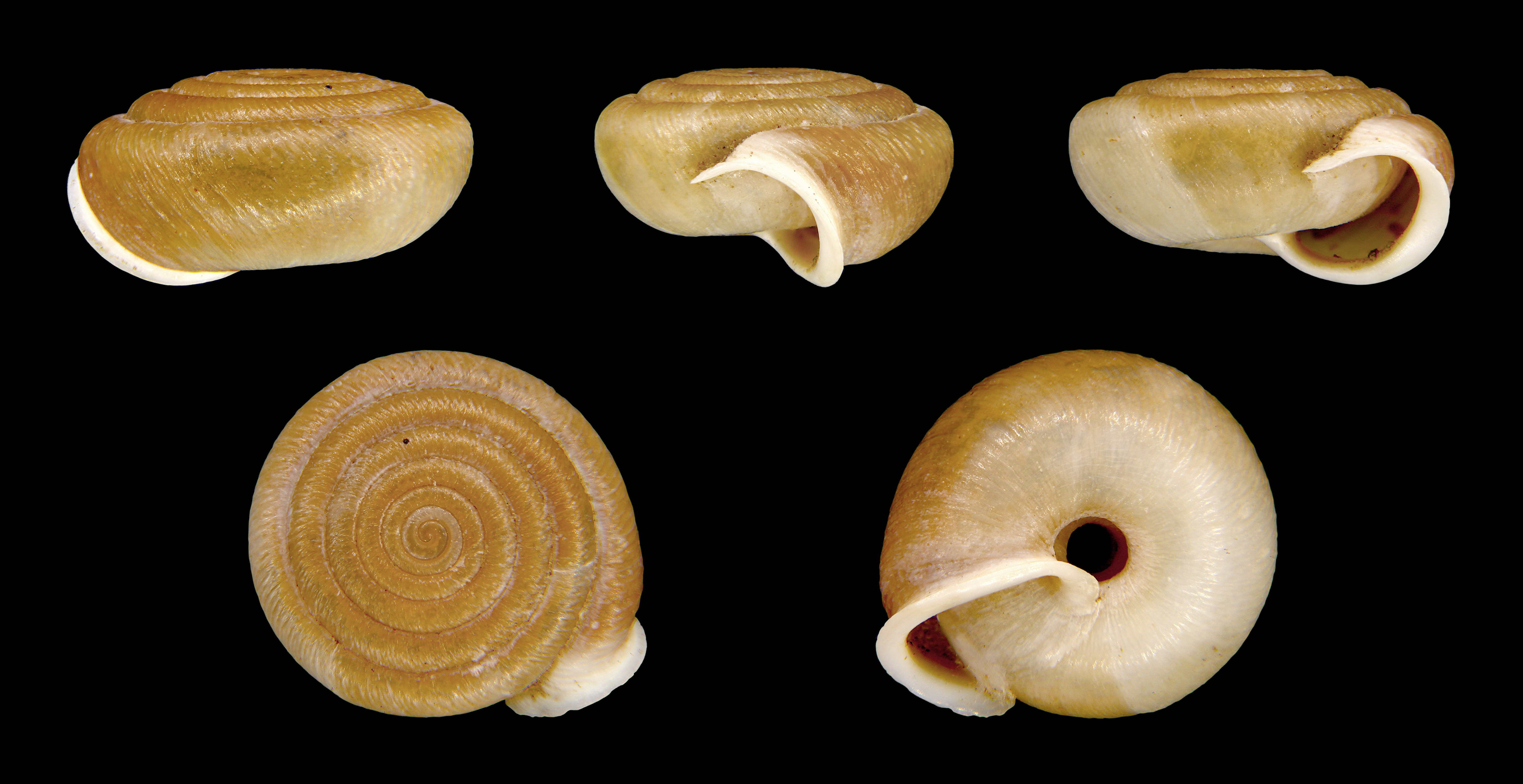
Muszla Lindholmiola girva

## Budowa
Są to ślimaki średniej wielkości. Skręty ich muszli są wysokie i ciasno nawinięte. Dołek osiowy jest szeroki, a warga otworu muszli wyraźnie wywinięta. 
Podstawą podniesienia tej grupy ślimaków do rangi rodziny są różnice w budowie narządów płciowych, m.in. brak diverticulum oraz obecność tylko jednego woreczka strzałki miłosnej.

## Systematyka
Jeszcze w latach 90. XX wieku ta grupa ślimaków była, a przez niektórych autorów nadal jest klasyfikowana w randze podrodziny Helicodontinae, z tym że jedni zaliczają ją do rodziny ślimakowatych (Helicidae), a inni do wyłonionej ze ślimakowatych rodziny Hygromiidae. Schileyko podniósł omawianą grupę do rangi rodziny, co zostało dość szeroko zaakceptowane przez malakologów, choć nadal trwają badania i dyskusje dotyczące filogenetycznych relacji pomiędzy poszczególnymi rodzajami.
Rodzajem typowym rodziny jest Helicodonta.

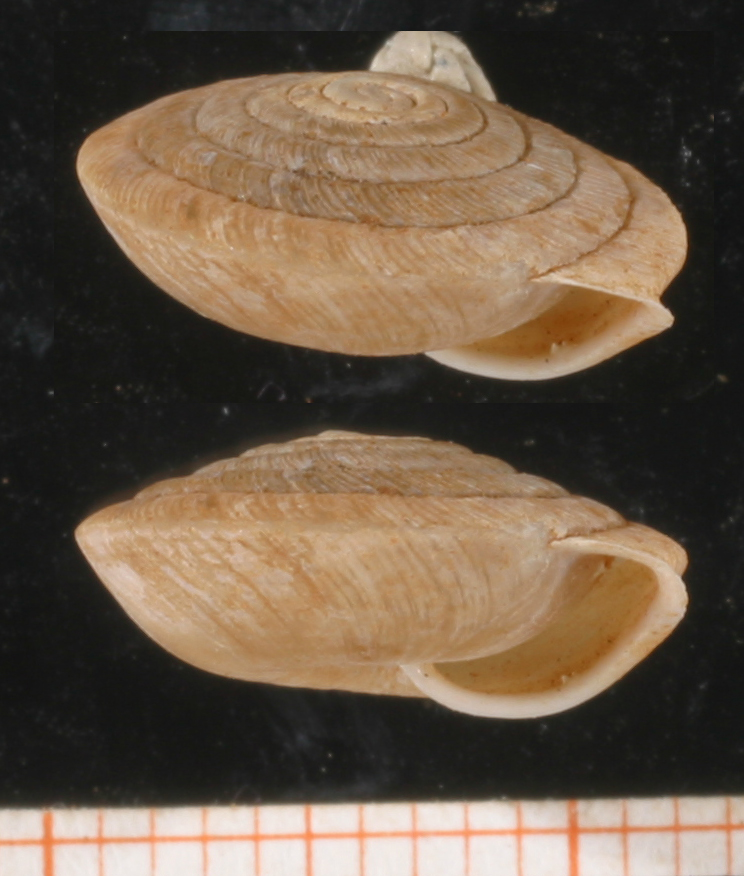
Muszla Lindholmiola lens – przedstawiciela podrodziny Lindholmiolinae

W obrębie Helicodontidae sensu lato, w zależności od autora, wyróżniane są podrodziny:
- Caracollininae
- Gittenbergeriinae
- Helicodontinae
- Lindholmiolinae
- Oestophorinae
- Trissexodontinae

Nie można też wykluczyć, że do Helicodontidae powinna zostać zaliczona podrodzina Klikiinae.
Bouchet i Rocroi wyróżnili tylko Helicodontinae i Lindholmiolinae, ale Trissexodontidae – klasyfikowane przez nich w randze odrębnej rodziny – charakteryzują te same cechy budowy narządów płciowych, dlatego inni autorzy włączają je do Helicodontidae.